# Сільськогосподарський робот
Сільськогосподарський робот або агробот — робот, якого використовують в сільськогосподарських цілях.
Сільськогосподарські роботи сприяють заощадженню  трудових ресурсів та підвищенню продуктивності виконання робіт, а також виконанню роботи у важкодоступних місцях. Використання роботів дозволяє зменшити перевитрату матеріалів, та збільшити врожайність за рахунок більш точної обробки землі. Застосування робототехніки у сільському господарстві також сприяє покращенню умов праці працівників, зменшення проявів травматизму та професійних захворювань, особливо за умов виконання небезпечних, важких чи монотонних робіт. Окрім того, легші сільськогосподарські роботи можуть зменшити пошкодження ґрунту (ущільнення) важкою сільськогосподарською технікою.

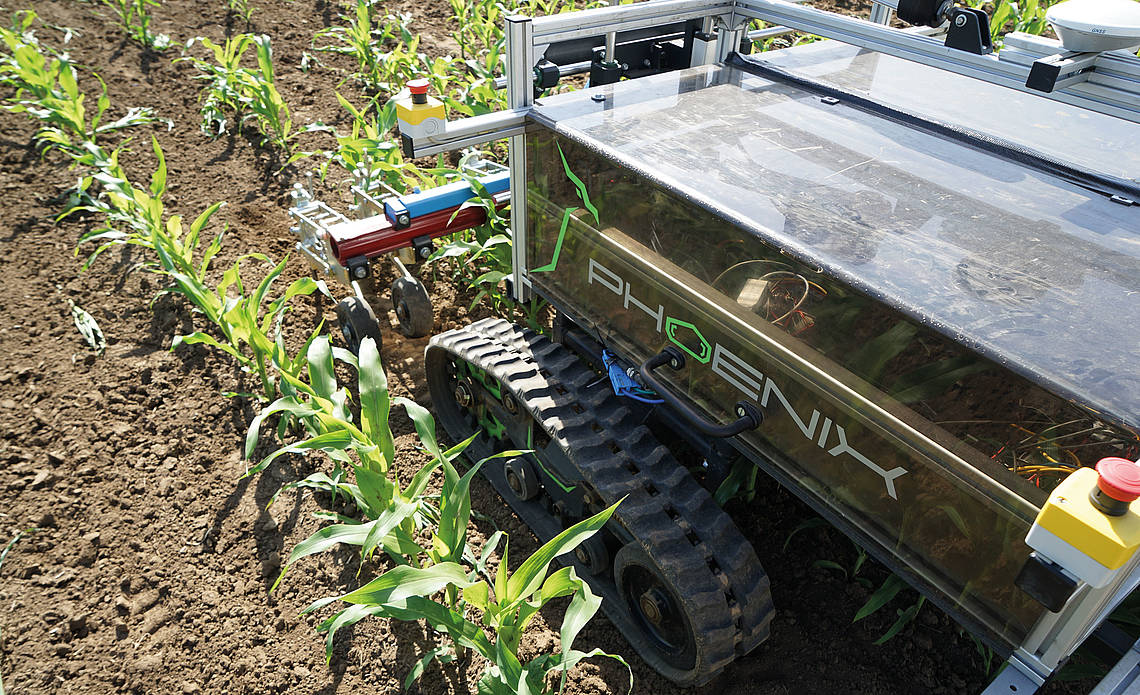
Сільськогосподарський робот

Умови для сільськогосподарського виробництва різноманітні та складні, що вимагає, щоб сільськогосподарські роботи були оснащені винятковою адаптивністю, точною навігацією та здатністю уникати перешкод. Тому вони в основному виготовляються з чотирьох частин для виконання своїх завдань: система зору, система керування, механічні приводи та мобільна платформа.

## Польові роботи
Польові роботи можуть напівавтоматично або автоматично виконувати різноманітні завдання з вирощування сільськогосподарських культур. Типові завдання включають обробіток землі, посів, захист рослин, збір інформації та збирання врожаю.

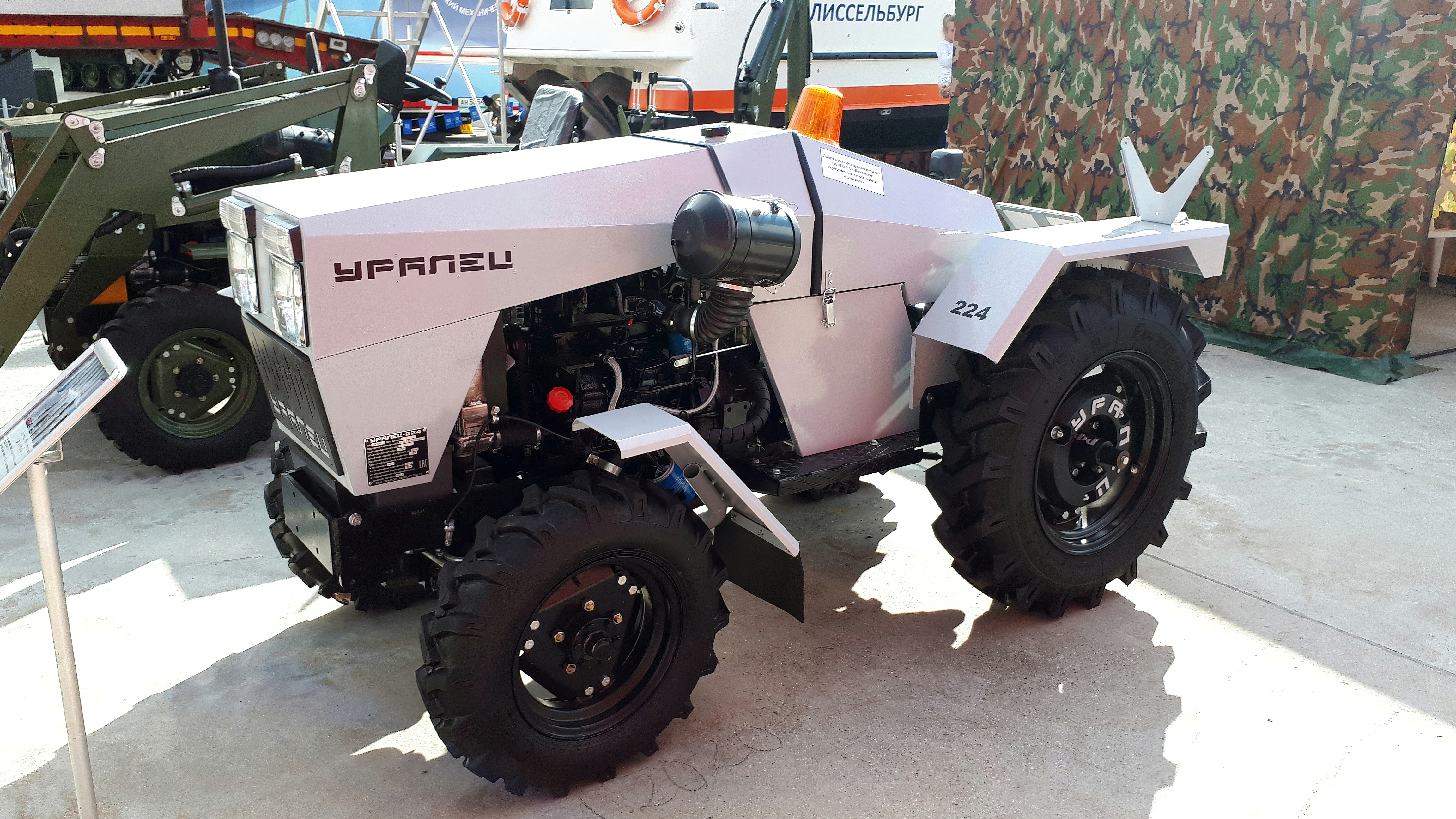
Безпілотний трактор «Уралець-224»

Основні типи мобільних платформ — колісні роботи, сільськогосподарські дрони та гусеничні роботи.
Використання дронів у сільськогосподарській галузі постійно зростає як частина ефективного підходу до сталого управління сільським господарством, що дозволяє агрономам, сільськогосподарським інженерам і фермерам допомагати впорядкувати свою діяльність, використовуючи надійну аналітику даних, щоб отримати прогноз про свої врожаї.

### Роботи для обробки ґрунту
Роботи-обробники ґрунту – інтелектуальні машини, які використовуються для обробки землі. Вони можуть звільнити фермерів від важкої праці, одночасно підвищуючи ефективність і якість вирощування, і відіграють важливу роль у цифровому сільському господарстві.
Наприклад, John Deere випустив електричний робот-трактор під назвою Sesam 2, який може виробляти 1000 кВт потужності та відіграє ключову роль як в обробці землі, так і в збиранні врожаю. Крім того, він здатний досягти синергії з кількома іншими роботами.

### Посівні роботи
Посівні роботи сприяють посіву насіння з високою точністю, заощаджуючи час і кошти для фермерів. На сьогоднішній день винайдено багато функціональних посівних роботів, які широко впроваджені в практику.

### Роботи для захисту рослин
Ці роботи оснащені різноманітними складними датчиками та алгоритмами штучного інтелекту, які дозволяють їм автономно орієнтуватися на полях, точно виявляти шкідників, хвороби та бур’яни, та застосовувати цілеспрямовані обробки, такі як засоби захисту та добрива, і лише там, де це необхідно, тим самим зменшуючи використання шкідливих хімікатів та покращуючи ефективність використання ресурсів. Для цих цілей часто використовують дрони.
Роботизоване видалення бур’янів — це ефективна екологічно чиста альтернатива звичайним стратегіям хімічного видалення бур’янів. Такі роботи демонструють низькі витрати на обробку, низькі втрати врожаю, високу ефективність у видаленні бур'янів і прийнятну швидкість роботи.
RTK-GPS і системи машинного зору широко використовуються для автоматичного наведення на рядки завдяки їх точності та доступності, хоча GPS стикається з такими проблемами, як перешкоди сигналу. Об’єднання датчиків і методи глибокого навчання є перспективними рішеннями для підвищення точності позиціонування та ідентифікації бур’янів у реальному часі. Перспективним є поєднання механічної та лазерної прополки для більшої ефективності.

#### Роботи для захисту рослин обприскуванням

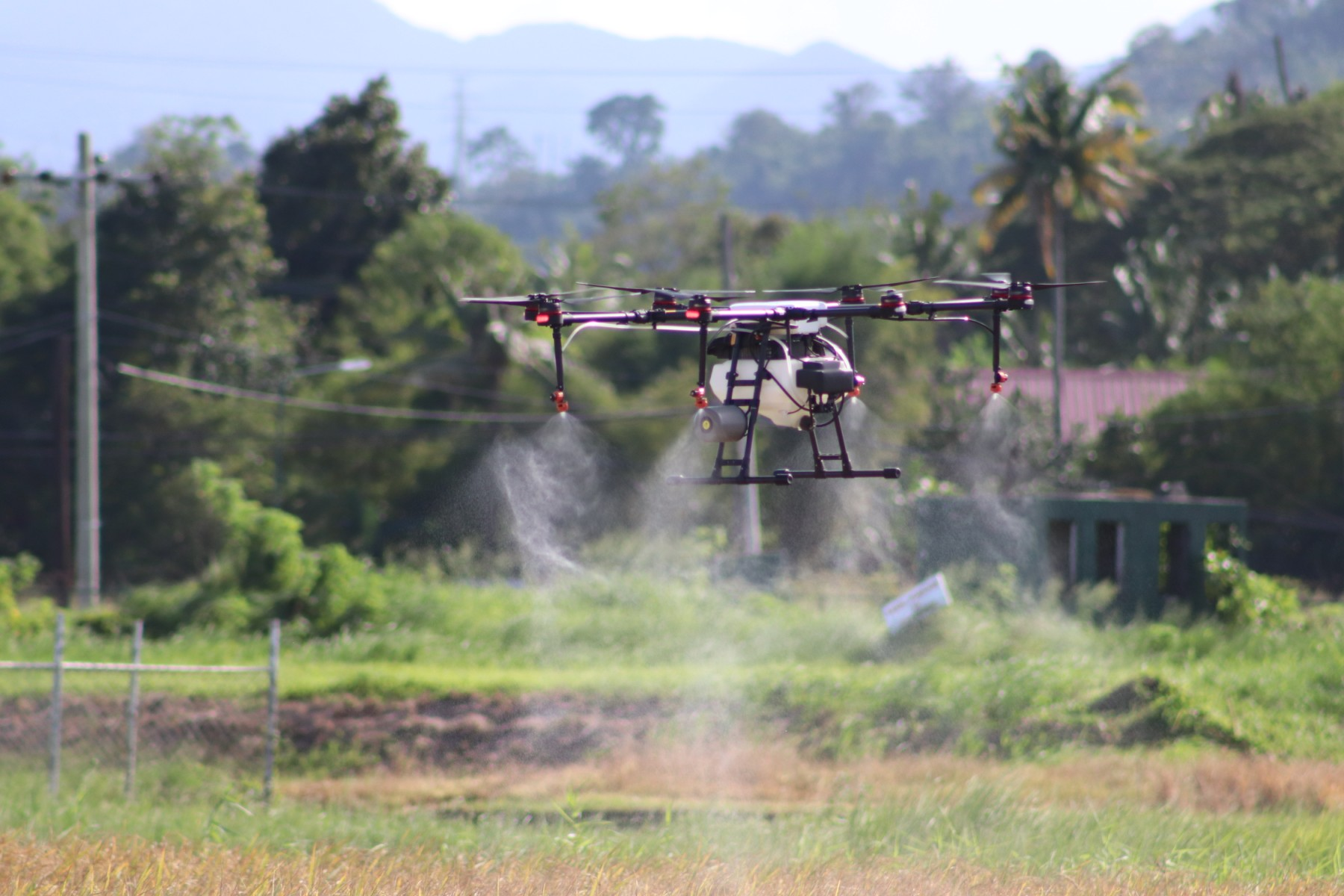
Сільськогосподарський дрон (агродрони)

Точне обприскування є, станом на 2023 рік, найбільш широко використовуваною технологією в роботизованому захисті рослин через її ефективність та надійність. Основною проблемою є шкідливий вплив хімікатів на довкілля, тому ціллю є оптимізація обприскування, щоб досягти загального зменшення використання засобів захисту.
Агродрони мають ряд переваг в обприскування, порівняно з наземними роботами.

#### Роботи для видалення бур'янів лезами

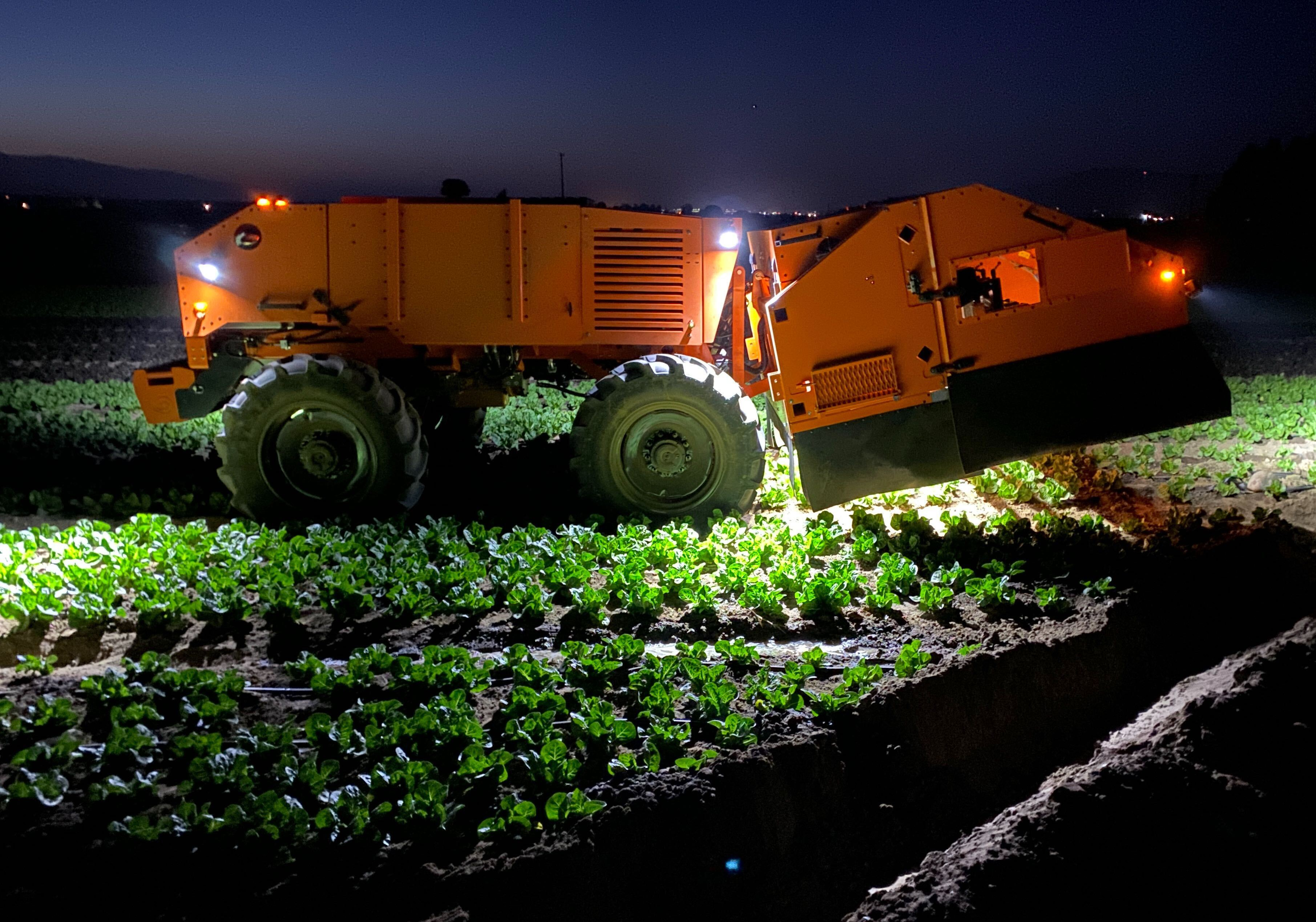
Titan FT-35 від FarmWise — автоматизований робот-прополювач

Роботи на кшталт Titan FT-35, якого журнал Time відніс до списку Топ-100 кращих винаходів року 2020, взагалі не використовують хімікатів, а прополюють бур'яни, видаляючи їх механічними лезами, сприяючи органічному виробництву.

#### Роботи для видалення бур'янів лазерами
Лазерна обробка знищує бур’яни, сфокусувавши високоенергетичний лазерний промінь, який зрізає бур’ян, спалює або просто вивільняє достатньо енергії, щоб зупинити його ріст. Ефективність обробки бур’янів лазером залежить від довжини хвилі, потужності лазера, часу впливу та розміру лазерної точки.
Робот LaserWeeder від Carbon Robotics використовує високоточні лазери для видалення бур'янів і здатен обробляти 2 акри землі за годину, знищуючи 200 тисяч бур'янів за одну годину. Як стверджує сам виробник, такий робот зменшує витрати на обробку рослин до 80% і окупає себе за 2-3 роки.
Ще один приклад технології лазерного видалення бур'янів — робот WeLASER.

#### Роботи для внесення добрив
Безпілотна система керування змінною нормою внесення добрив із самокалібруванням вивантаження добрив може оптимізувати процес внесення добрив.

### Роботи для збору польової інформації
Роботи для збору польової інформації використовують для відстежування шкідників та хвороб, а також для фенотипування рослин.

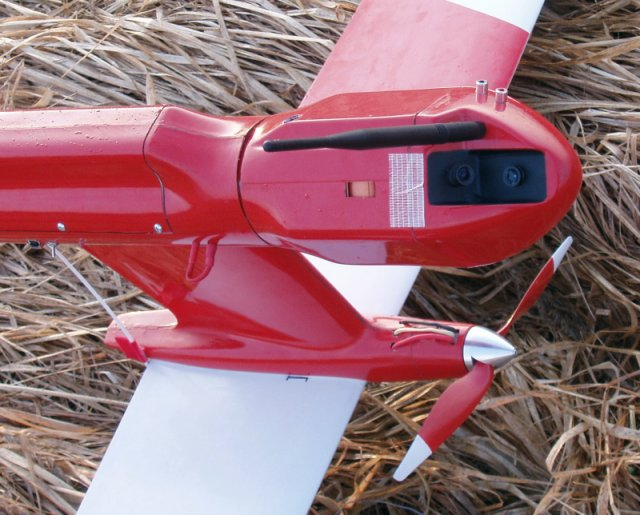
Агродрон для аерофотозйомки та картографування врожаю зі стабілізованою головкою камери.

Сільськогосподарські дрони (агродрони) мають вирішальне значення для детальних аерофотознімків і картографування в сільському господарстві. Оснащені камерами високої роздільної здатності та мультиспектральними й гіперспектральними датчиками, вони фіксують повні зображення сільськогосподарських угідь, включно з кількома спектральними смугами, такими як видиме світло та ближній інфрачервоний діапазон, необхідні для аналізу здоров’я рослин. Ці зображення дозволяють створювати детальні карти полів, які висвітлюють варіації умов посівів, здоров’я ґрунту та рівнів вологості, допомагаючи фермерам визначити ділянки, які потребують уваги, наприклад ті, які постраждали від нестачі води або шкідників.
Крім того, дрони відіграють важливу роль у постійному моніторингу здоров’я врожаю, збираючи часові ряди даних протягом вегетаційного періоду. Цей моніторинг на ранній стадії виявляє такі проблеми, як дефіцит поживних речовин, спалахи хвороб і нашестя шкідників. Дистанційне зондування та мультиспектральні датчики на дронах можуть виявляти стрес рослин до появи видимих ознак, таких як зміни вмісту хлорофілу, що дозволяє фермерам вживати проактивних заходів для збереження врожайності на основі детального аналізу цих даних.

### Роботи для збирання врожаю
Роботи для збирання врожаю призначені для автоматизації процесу збирання різних культур, починаючи від фруктів і овочів, і закінчуючи само-керованими комбайнами.
Різні м’які захоплювачі досліджуються для збору делікатних фруктів.

## Робототехніка і тваринництво

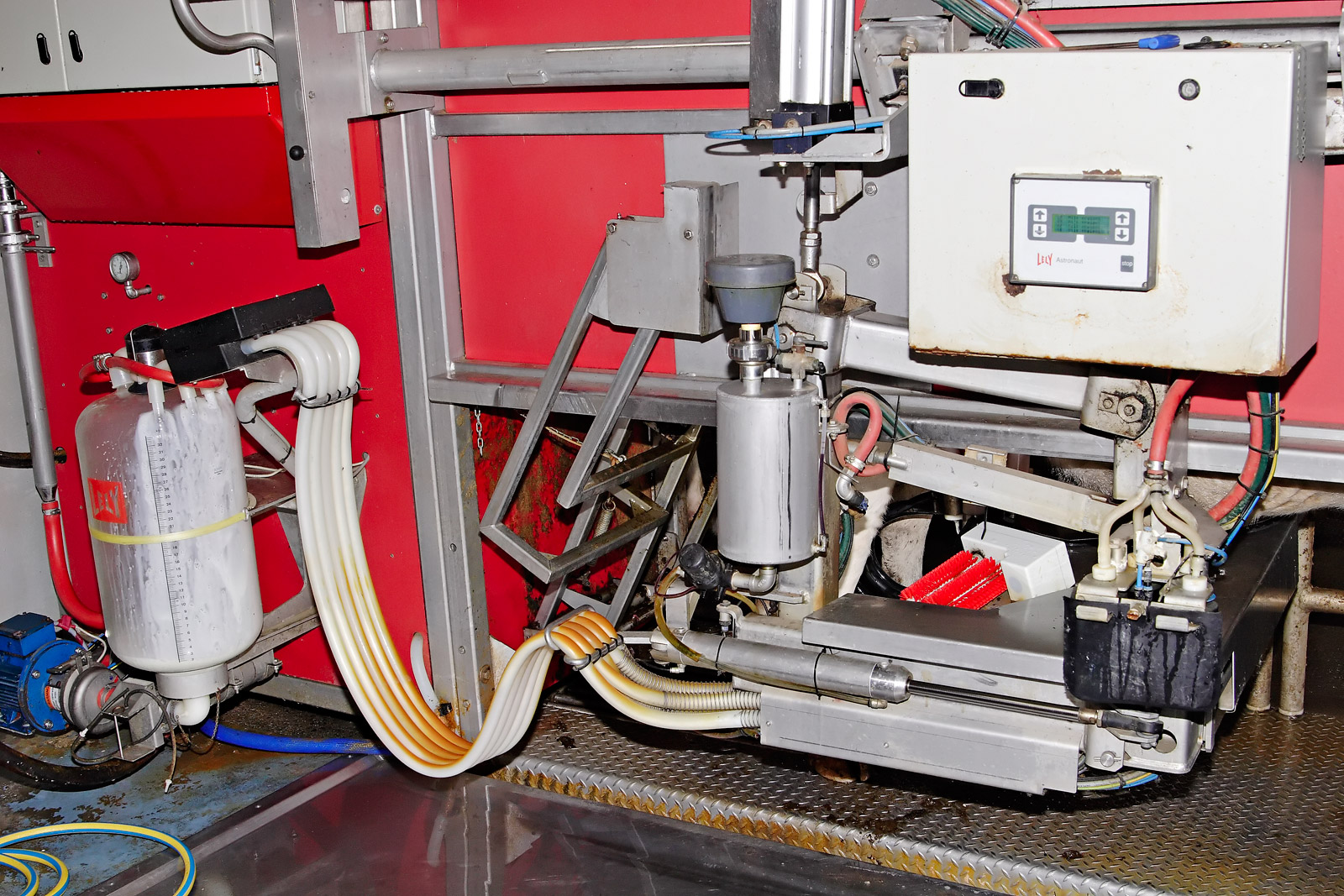
Доїльний робот Astronaut фірми «Lely»

Роботів можна використовувати у тваринництві в цілях доїння, мийки та кастрації.

## Приклади
- «Ag Ant» — польові роботи працюють у кооперації[28]
- Oracle Robot[29] і Shear Magic Robot[30] — робот для стрижки овець
- «Harvest Automation» — компанія заснована колишніми співробітниками iRobot, що розробляє роботів для теплиць[31]
- Робот збирає полуницю від «Robotic Harvesting»[32][33] і «Agrobot»[34]
- «Casmobot» косарка наступного покоління для схилів[35]
- Fieldrobot Event — змагання мобільних сільськогосподарських роботів[36][37]

### Книги
- Raj Pethuru; Saini Kavita; Pacheco Vinicius Feitosa (2023). Applying drone technologies and robotics for agricultural sustainability. Hershey, PA. ISBN 978-1-6684-6415-1.
- Özgüven Mehmet Metin (2023). The digital age in agriculture (1st edition). Boca Raton. ISBN 978-1-003-34571-8.
- Ma Shaochun; Lin Tao; Mao Enrong et al. (2022). Sensing, data managing, and control technologies for agricultural systems. Cham, Switzerland. ISBN 978-3-031-03834-1.
- Karkee Manoj; Zhang Qin (2021). Fundamentals of agriculture and field robotics. Cham. ISBN 978-3-030-70400-1.
- Bechar Avital (2021). Innovation in agricultural robotics for precision agriculture: a roadmap for integrating robots in precision agriculture. Cham. ISBN 978-3-030-77036-5.
- Billingsley J. (2019). Robotics and automation for improving agriculture. London, UK. ISBN 978-0-429-26673-7.

### Журнали
- Computers and Electronics in Agriculture
- Applied Engineering in Agriculture
- Information Processing in Agriculture
- Artificial Intelligence in Agriculture
- AgriEngineering

### Статті
- Погорілий В., Муха В. (2023). Тренди в роботизації мобільних сільськогосподарських засобів.